# Svinrygg

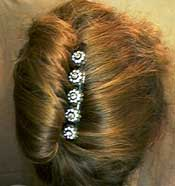
Exempel på svinryggg

Svinrygg även kallad fransk koaffyr är en typ av uppsättning där långt eller halvlångt hår tuperas och sätts upp i en avlång knut längs huvudets form och där nacken får ett slätt resultat.